# Luigi Zuccotti
Luigi Zuccotti (Pieve Porto Morone, 14 gennaio 1942) è un ex ciclista su strada e pistard italiano, professionista dal 1966 al 1969. Colse alcune vittorie fra i dilettanti, fra cui la Milano-Busseto, ma non riuscì ad imporsi in nessuna competizione fra i professionisti; tuttavia ottenne qualche piazzamento di rilievo, come il terzo posto al Giro dell'Emilia 1966 e il decimo alla Coppa Placci dello stesso anno.

## Palmarès
- 1958 (dilettanti)

Coppa Belricetto
- 1962 (dilettanti)

Milano-Bologna
- 1964 (dilettanti)

Milano-Busseto - Trofeo Auro Boeri